# 内山夕実
内山 夕実（うちやま ゆみ、1987年10月30日 - ）は、日本の女性声優。東京都出身。大沢事務所所属。

## 経歴
中高一貫学校の出身で、15歳で日本ナレーション演技研究所のジュニアクラスに入所。日ナレ時代は、ならはしみき指導の下でレッスンを受けていた。声優になった理由として中学時代に放送劇部に入ったことを挙げている。
アーツビジョンに所属し、2005年に内山侑子の名でデビューするが、家庭の事情により大学在学中の2007年に一旦引退して就職する。3年のブランクを経て、2010年に元のアーツビジョンに再所属し、芸名を内山侑子から内山夕実に改名、BeeTVで配信された海外ドラマ『バンパイアに恋して』のアビー役の吹き替えで再デビュー。翌年『Aチャンネル』のナギ役で初のレギュラーを獲得。
2017年4月、アーツビジョンから大沢事務所に移籍したことを報告した。
2024年12月31日、自身のXアカウントにて同じく声優の小林裕介と結婚したことを報告した。

## 人物
音域はアルト。
2014年時点で今まで演じさせてくれた役柄で演じやすいのは、快活な同性からも人気があるような女の子役だという。
趣味は写真撮影で、ブログには自身が撮った写真が掲載されている。特技はカラオケで、いきものがかりの『ありがとう』をよく歌っている。
仲の良い声優に金元寿子、山本希望、花澤香菜、茅野愛衣、福原香織、久野美咲を挙げている。特に金元とはアニメ『侵略!イカ娘』で共演したことを機に、一緒にいるととても心地いい友達だと語っている。
好きな食べ物は酒のつまみになるような物、母手作りの鶏のから揚げ。苦手な食べ物はパクチー、チーズ、シーザーサラダなど。
小・中学時代は、バドミントン部に所属していた。しかし今でも運動音痴だという。
漢検準2級の資格を持っている。
座右の銘は「人生のあいうえお」、「感謝の気持ちを忘れない事」。
妹がいる。

## 出演
太字はメインキャラクター。

### テレビアニメ
2005年
- ARIA The ANIMATION

2010年
- 侵略!イカ娘（客、後輩B）

2011年
- THE IDOLM@STER（女子高生A）
- 青の祓魔師（樫野）
- うさぎドロップ（河地カズミ、小学生たち）
- Aチャンネル（ナギ〈天王寺渚〉）
- 君と僕。（2011年 - 2012年、塚原要〈幼少時〉、悠太・祐希の母、順子、剣道部女子、浅羽母 他） - 2シリーズ
- GOSICK -ゴシック-（生徒D）
- 侵略!?イカ娘（望月知美）
- 世界一初恋2（アナウンス）
- たまゆら〜hitotose〜（クラスメイト、彼女）
- BLOOD-C（女子生徒）
- 魔乳秘剣帖（次男）
- ロウきゅーぶ!（2011年 - 2013年、菊池、湊花織） - 2シリーズ
- WORKING'!!（CUのお姉さん）

2012年
- アマガミSS+ plus（黒沢の友人B）
- エウレカセブンAO（ラジオアナウンサー、女性オペレーター）
- おじゃる丸（カエル、女性、花）
- エリアの騎士（女子、少年）
- クレヨンしんちゃん（レポーター、誘導員、インストラクターB、TVキャスター、女性飼育員）
- CØDE:BREAKER（クラスメイト）
- 咲-Saki- シリーズ（2012年 - 2014年、鷺森灼） - 2シリーズ
- さくら荘のペットな彼女（2012年 - 2013年、本庄やよい、男の子B）
- さんかれあ（美少女ゾンビ、同級生A、女の子）
- じょしらく（ヤンママ）
- しろくまカフェ（受付、店員、客、母親）
- 好きっていいなよ。（武藤愛子）
- 絶園のテンペスト（子供A、女子大生A）
- 戦姫絶唱シンフォギア（迷子の兄）
- 探偵オペラ ミルキィホームズ Alternative TWO 〜小林オペラと虚空の大鴉〜（トミー）
- トータル・イクリプス（帝国軍衛士C）
- 忍たま乱太郎（熱狂ファンの客）
- 爆TECH!爆丸（ジンザ）
- バクマン。3（白鳥人美）
- はぐれ勇者の鬼畜美学（ワルキュリア）
- 氷菓（清水紀子、沢井〈漫研部員〉）
- 貧乏神が!（紅葉）
- BTOOOM!（女、織田の彼女）
- ブラック★ロックシューター（美術部部長）
- 名探偵コナン（友人）
- めだかボックス アブノーマル（練兵癒）
- ROBOTICS;NOTES（2012年 - 2013年、システム音声、タカシ）

2013年
- AKB0048 next stage（ウェイトレス）
- あいうら（山下寿美子）
- 蒼き鋼のアルペジオ -アルス・ノヴァ-（キリシマ）
- きんいろモザイク（2013年 - 2015年、猪熊陽子） - 2シリーズ
- 銀魂'（鈴蘭〈過去〉）
- 黒魔女さんが通る!!（桜田杏）
- げんしけん 二代目（矢島美怜）
- 琴浦さん（はじめ、森谷母）
- 翠星のガルガンティア（オンデリア、オペレーター）
- 絶対防衛レヴィアタン（世界柱の少年）
- 戦勇。（アレス）
- ダイヤのA（2013年 - 2020年、高島礼） - 3シリーズ
- D.C.III 〜ダ・カーポIII〜
- 探検ドリランド -1000年の真宝-（ピアス）
- 断裁分離のクライムエッジ（病院坂法子）
- とある科学の超電磁砲S（店員）
- ドキドキ!プリキュア（2013年 - 2014年、ダビィ / DB）
- 爆TECH!爆丸 ガチ（ジンザ）
- はたらく魔王さま！（2013年 - 2023年、木崎真弓） - 3シリーズ
- 変態王子と笑わない猫。（女子生徒A、ポン太〈幼少時代〉）
- 僕は友達が少ないNEXT（みかづきよぞら）
- みなみけ ただいま（女の子）
- ラブライブ!（生徒、英語教師、生徒会C、インタビュアー、先輩 他）
- ワルキューレ ロマンツェ（エマ）

2014年
- 悪魔のリドル（東真呼）
- ガールフレンド（仮）（栢嶋乙女）
- がくモン!〜オオカミ少女はくじけない〜（シュシュ、シュシュの母）
- 神々の悪戯（カサンドラ）
- 極黒のブリュンヒルデ（若林初菜）
- クロスアンジュ 天使と竜の輪舞（セーラの母）
- さばげぶっ!（鳳美煌）
- ストライク・ザ・ブラッド（仙都木優麻）
- selector infected WIXOSS（母親）
- とある飛空士への恋歌（ソニア・パレス）
- 東京喰種トーキョーグール（錦の姉）
- ニセコイ（2014年 - 2015年、宮本るり、ルーリン） - 2シリーズ
- ノブナガ・ザ・フール（幼年ノブナガ）
- バディ・コンプレックス（マルガレタ・オキーフ）
- 魔法科高校の劣等生（2014年 - 2024年、千葉エリカ） - 3シリーズ
- 結城友奈は勇者である（2014年 - 2021年、犬吠埼風） - 3シリーズ
- 龍ヶ嬢七々々の埋蔵金（真幌肆季）

2015年
- アルスラーン戦記（2015年 - 2016年、エトワール） - 2シリーズ
- うーさーのその日暮らし 夢幻編（キリシマ）
- オーバーロード（2015年 - 2022年、マーレ・ベロ・フィオーレ） - 4シリーズ
- 学戦都市アスタリスク（イレーネ・ウルサイス）
- 機動戦士ガンダム 鉄血のオルフェンズ（2015年 - 2016年、フミタン・アドモス）
- GATE 自衛隊 彼の地にて、斯く戦えり（2015年 - 2016年、ボーゼス・コ・パレスティー） - 2シリーズ
- 純潔のマリア（エドウィナ）
- 洲崎西 THE ANIMATION（内山夕実）
- 電波教師（栗林雪乃）
- VALKYRIE DRIVE -MERMAID-（貫井智美）
- 魔法少女リリカルなのはViVid（ハリー・トライベッカ）
- ミス・モノクローム -The Animation- 3（おばあちゃん、横山プロデューサー）
- ランス・アンド・マスクス（陽月のり）

2016年
- Re:ゼロから始める異世界生活（2016年 - 2021年、パック） - 3シリーズ / 2020年に第1期新編集版が放送
- アクティヴレイド -機動強襲室第八係-（法子）
- 境界のRINNE（黒蜜）
- SERVAMP-サーヴァンプ-（オフィーリア）
- 最弱無敗の神装機竜（シャリス・バルトシフト）
- 3月のライオン（2016年 - 2017年、桐山零〈幼少期〉） - 2シリーズ
- ツキウタ。 THE ANIMATION（結城若菜）
- デジモンユニバース アプリモンスターズ（2016年 - 2017年、新海ハル）
- 虹色デイズ（筒井まり、先輩）
- ネトゲの嫁は女の子じゃないと思った?（ミズカ、リミット）
- ハイキュー!! シリーズ（2016年 - 2020年、滑津舞） - 2シリーズ
- ばくおん!!（天野恩紗）
- ViVid Strike!（ハリー・トライベッカ）
- 文豪ストレイドッグス（山際）
- 魔法少女育成計画（トップスピード）

2017年
- スクールガールストライカーズ Animation Channel（棗いつみ）
- sin 七つの大罪（ミカエル）
- カブキブ!（蛇ノ目丸子）
- スタミュ（少年〈鳳樹〉）
- バトルガール ハイスクール（粒咲あんこ）
- 宝石の国（ルチル）
- 血界戦線 & BEYOND（エレン）

2018年
- 刀使ノ巫女（獅童真希）
- 七つの美徳（ミカエル）
- グランクレスト戦記（ヘルガ・ピアロザ）
- スロウスタート（西村基）
- デビルズライン（戸田ミワコ）
- 魔法少女 俺（桐生瑠可）
- ソードアート・オンライン オルタナティブ ガンゲイル・オンライン（2018年 - 2024年、ソフィー / 藤澤カナ） - 2シリーズ
- ゲゲゲの鬼太郎（第6作）（すねこすり）
- PERSONA5 the Animation（2018年 - 2019年、大宅一子） - 1シリーズ + 特別編後編
- ヒナまつり（斑鳩）
- 爆釣バーハンター（2018年 - 2019年、ポテペン / ポテペーノ）
- ラディアン（2018年 - 2019年、ハーメリーヌ） - 2シリーズ

2019年
- ぱすてるメモリーズ（イリーナ・レスコヴァ）
- バミューダトライアングル 〜カラフル・パストラーレ〜（シャンテ）
- 賭ケグルイ××（陰喰三欲）
- みにとじ（獅童真希）
- 異世界かるてっと（2019年 - 2020年、マーレ、パック） - 2シリーズ
- 爆丸バトルプラネット（2019年 - 2020年、シュン・カザミ）
- グランベルム（サーシャ）
- 炎炎ノ消防隊（2019年 - 2025年、アロー） - 3シリーズ
- 戦×恋（早乙女一千花）
- Fate/Grand Order -絶対魔獣戦線バビロニア-（2019年 - 2020年、シドゥリ）
- アズールレーン（オクラホマ、ネバダ）

2020年
- ぐらぶるっ!（カンナ）
- 魔女の旅々（エステル）

2021年
- 弱キャラ友崎くん（2021年 - 2024年、川村先生） - 2シリーズ
- 無職転生 〜異世界行ったら本気だす〜（2021年 - 2024年、ルーデウス・グレイラット） - 4シリーズ
- はたらく細胞BLACK（白血球〈1212〉）
- 結城友奈は勇者である ちゅるっと!（犬吠埼風）
- Vivy -Fluorite Eye's Song-（エリザベス）
- さよなら私のクラマー（九谷怜）
- 東京リベンジャーズ（2021年 - 2023年、佐野エマ） - 3シリーズ
- ふしぎ駄菓子屋 銭天堂（南川海斗）
- 魔法科高校の優等生（千葉エリカ）

2022年
- 現実主義勇者の王国再建記（ジンジャー・カミュ）
- 勇者、辞めます（メルネス）
- くノ一ツバキの胸の内（ハナ先生）
- アキバ冥途戦争（侵略カフェですとろん店長、愛美の部下）
- 不滅のあなたへ（2022年 - 2023年、ボンシェン〈少年〉）
- 異世界おじさん（グレイラー）

2023年
- 氷属性男子とクールな同僚女子（狐森さん）
- もういっぽん!（夏目紫乃）
- HIGH CARD（サム）
- 絆のアリル（バニティ） - 2シリーズ
- Opus.COLORs（幼い和哉）
- 【推しの子】（2023年 - 2024年、アクア〈幼少期〉） - 2シリーズ
- 江戸前エルフ（佐々木茜）
- 贄姫と獣の王（少年レオンハート）
- マッシュル-MASHLE-（ドットの姉）
- BLEACH 千年血戦篇-訣別譚-（キャンディス・キャットニップ）
- うちの会社の小さい先輩の話（伊藤百合）
- アンデッドアンラック（2023年 - 2024年、ナレーション、安野雲、九能明）
- 呪術廻戦 懐玉・玉折/渋谷事変（沙織の先輩）

2024年
- 夜桜さんちの大作戦（夜桜七悪）
- ATRI -My Dear Moments-（斑鳩夏生〈少年〉）
- FAIRY TAIL 100年クエスト（2024年 - 2025年、キリア）
- 魔王軍最強の魔術師は人間だった（フィオレンティーナ）
- 異世界失格（レオン）
- カードファイト!! ヴァンガード Divinez（アキナ幼少期）
- 科学×冒険サバイバル!（2024年 - 2025年、マーレ）

2025年
- 日本へようこそエルフさん。（魔導竜 / ウリドラ）
- SAKAMOTO DAYS（帯黒）
- シャングリラ・フロンティア（夏目恵 / Nu2meg）
- 忍者と殺し屋のふたりぐらし（草隠かりん）
- Dr.STONE SCIENCE FUTURE（ゼノ〈幼少期〉）

2026年
- お気楽領主の楽しい領地防衛〜生産系魔術で名もなき村を最強の城塞都市に〜（ヴァン・ネイ・フェルティオ）

### 劇場アニメ
2011年
- トワノクオン（オペレーター14）

2012年
- しらんぷり（マリモ先生）
- 青の祓魔師 ―劇場版―

2013年
- AURA 〜魔竜院光牙最後の闘い〜（尾崎）
- 映画 ドキドキ!プリキュア マナ結婚!!?未来につなぐ希望のドレス（ダビィ / DB）
- 映画 プリキュアオールスターズNewStage2 こころのともだち（ダビィ / DB）
- 劇場版 花咲くいろは HOME SWEET HOME（仲居）

2015年
- 劇場版 蒼き鋼のアルペジオ -アルス・ノヴァ- DC / Cadenza（キリシマ） - 2作品

2017年
- 劇場版 魔法科高校の劣等生 星を呼ぶ少女（千葉エリカ）
- 結城友奈は勇者部所属（犬吠埼風）

2018年
- モンスターストライク THE MOVIE ソラノカナタ（ブルータス）

2019年
- LAIDBACKERS-レイドバッカーズ-（アーネリア）
- 映画 爆釣バーハンター 謎のバーコードトライアングル!爆釣れ!神海魚ポセイドン（ポテペン）

2021年
- 劇場版 きんいろモザイク Thank You!!（猪熊陽子）

2022年
- 劇場版 異世界かるてっと 〜あなざーわーるど〜（マーレ、パック）

2024年
- 範馬刃牙VSケンガンアシュラ（秋山楓）

### OVA
2011年
- クイーンズブレイド 新たなる師弟、新たなる闘い（暗殺団C） - 『クイーンズブレイド プレミアムビジュアルブック』同梱のOVA。

2012年
- アラタなるセカイ（一社）
- Aチャンネル+smile（ナギ〈天王寺渚〉）
- 乃木坂春香の秘密 ふぃな〜れ♪（天王寺雪月花）

2013年
- 翠星のガルガンティア（オンデリア） - Blu-ray BOX 3収録OVA
- ロウきゅーぶ!（湊花織） - PSPソフト『ロウきゅーぶ! ひみつのおとしもの』限定版同梱のDVD

2014年
- チェインクロニクル 〜ショートアニメ〜（アンジェリカ）
- ニセコイ（2014年 - 2015年、宮本るり） - コミックス第14・16・17巻DVD付き同梱版に収録

2015年
- ダイヤのA 倉持洋一スペシャル番外編-OutRun（高島礼） - 原作第45巻限定版

2016年
- 「英雄」解体（面鳴白亜）
- 虹色デイズ（筒井まり） - コミックス第13巻アニメDVD同梱版
- きんいろモザイク Pretty Days（猪熊陽子）

2017年
- ViVid Strike!（ハリー・トライベッカ） - 第2・4巻

2018年
- あさがおと加瀬さん。（コーチ）
- Re:ゼロから始める異世界生活シリーズ（2018年 - 2019年、パック） - 2作品

2020年
- ストライク・ザ・ブラッド（2020年 - 2022年、仙都木優麻） - 2シリーズ

2022年
- 無職転生 〜異世界行ったら本気だす〜「エリスのゴブリン討伐」（ルーデウス・グレイラット） - TV未放送エピソード
- 女の園の星（香川春子） - 単行本第3巻Blu-ray Disc付き特装版

2024年
- コードギアス 奪還のロゼ（ナラ・ヴォーン）

### Webアニメ
2010年代
- +チック姉さん（2011年、オカッパ）
- PES: Peace Eco Smile（2012年、南井来実）
- 残念中高年の健康見栄講座（2016年、OL）
- 7SEEDS（2019年、茂〈少年期〉）
- ケンガンアシュラ（2019年、秋山楓） - 2シリーズ

2020年代
- 爆丸アーマードアライアンス（2020年 - 2021年、シュン・カザミ）
- 爆丸ジオガンライジング（2021年 - 2022年、シュン・カザミ）
- 爆丸エボリューションズ（2022年 - 2023年、シュン・カザミ）
- 爆丸レジェンズ（2023年、シュン・カザミ）
- 転生したらスライムだった件 コリウスの夢（2023年、ブラン）
- スナックバス江 第13話（2024年、パープル式部）
- ライジングインパクト（2024年、プラタリッサ・ボネール） - 2シリーズ
- タコピーの原罪（2025年、東の母）

### ゲーム
2010年
- リルぷりっDS ひめチェン!アップルピンク

2011年
- ロウきゅーぶ!

2013年
- ガールフレンド（仮）（2013年 - 2023年、栢嶋乙女）
- 艦隊これくしょん -艦これ-（キリシマ）
- 咲-Saki- 阿知賀編 episode of side-A Portable（鷺森灼）
- ファンタジスタドール ガールズロワイヤル（うきわ）

2014年
- 城姫クエスト（岩村城、岡山城、松坂城、吉野ヶ里城）
- スクールガールストライカーズ（棗いつみ）
- ニセコイ ヨメイリ!?（宮本るり）
- 82Hブロッサム（安住麻耶）
- ファントムゲート戦姫（アディーナ）
- 魔法科高校の劣等生 Out of Order（千葉エリカ）
- 魔法科高校の劣等生 LOST ZERO（千葉エリカ）
- 巫女の社（士狼梨紗子）
- 結城友奈は勇者である（犬吠埼風）※BD＆DVD第1巻 初回特典PCゲーム

2015年
- アルカディアの蒼き巫女（エマ）
- 結城友奈は勇者であるS （犬吠埼風）※BD＆DVD第6巻 初回特典PCゲーム
- 咲-Saki- 全国編（鷺森灼）
- 城姫クエスト（河越城）
- 神撃のバハムート（ソニア）
- スクールファンファーレ（樹静）
- ツキノパーク（結城若葉）
- ドラゴンボール ゼノバース（タイムパトローラー）
- 七つの大罪 真実の冤罪
- ネットハイ（エージェント・トミー）
- バトルガール ハイスクール（粒咲あんこ）
- ミラクルガールズフェスティバル（猪熊陽子）
- ウチの姫さまがいちばんカワイイ（カザリ、猪熊陽子、犬吠埼風）
- 結城友奈は勇者である 樹海の記憶（犬吠埼風）
- 嫁コレ（犬吠埼風）
- ラングリッサー リインカーネーション -転生-（マイヤ・クラフツォフ）

2016年
- 乖離性ミリオンアーサー（千葉エリカ、パック、ハーレ）
- 学戦都市アスタリスクフェスタ 鳳華絢爛（イレーネ・ウルサイス）
- 学戦都市アスタリスクフェスタ 煌めきのステラ（イレーネ・ウルサイス）
- きんいろモザイクメモリーズ（猪熊陽子）
- グランブルーファンタジー（カンナ）
- グリムノーツ（キャロル、ダイナ、アリシア・キハーノ、白の女王、初芽）
- 限界凸騎 モンスターモンピース NAKED（ジル）
- 数乱digit（捌沢明）
- 戦の海賊（キリシマ）
- データカードダス アプリモンスターズ（新海ハル）
- ドラゴンボール ゼノバース2（タイムパトローラー）
- ペルソナ5（大宅一子）
- セブンズストーリー（セシル、フーチェ、メルセデス、ルーデウス・グレイラット）

2017年
- リング☆ドリーム 女子プロレス大戦（紅葉林檎）
- あくしず戦姫 〜戦場を駆ける乙女たち〜（九七式重爆撃機）
- ブルー リフレクション 幻に舞う少女の剣（蜷川麻央）
- Re:ゼロから始める異世界生活 -DEATH OR KISS-（パック）
- エンドライド -X fragments-（マシュカ）
- 黒騎士と白の魔王（スプリ）
- ポコロンダンジョンズ（2017年 - 2021年、千葉エリカ、マーレ）
- 結城友奈は勇者である 花結いのきらめき（2017年 - 2022年、犬吠埼風、獅童真希）
- ガールズ&パンツァー 戦車道大作戦！（鶴姫しずか）
- ぱすてるメモリーズ（イリーナ・レスコヴァ）
- スクールガールストライカーズ 〜トゥインクルメロディーズ〜（棗いつみ）
- きららファンタジア（2017年 - 2022年、ナギ、猪熊陽子）
- ガンダムバーサス（フミタン・アドモス）

2018年
- 銀魂乱舞（鈴蘭〈若い頃〉）
- アズールレーン（2018年 - 2022年、オクラホマ、ネバダ、グラーフ・ツェッペリン〈2代目〉）
- モン娘☆は〜れむ（イリーナ・レスコヴァ）
- チェインクロニクル（2018年 - 2021年、マーレ・ベロ・フィオーレ、千葉エリカ、ルーデウス・グレイラット）
- スーパーロボット大戦X（マルガレタ・オキーフ）
- 結城友奈は勇者であるA（犬吠埼風） ※結城友奈は勇者である-勇者の章- BD封入特典ゲームDVD
- 刀使ノ巫女 刻みし一閃の燈火（2018年 - 2021年、獅童真希、犬吠埼風、千葉エリカ）
- グランクレスト戦記（ヘルガ・ピアロザ）
- アビス・ホライズン（フルンゼ、ヴァンガード）
- ドラガリアロスト（クラウ）
- 戦国アスカZERO（犬吠埼風）
- 機動戦士ガンダム エクストリームバーサス2（2018年 - 2025年、フミタン・アドモス） - 4作品
- ましろウィッチ 真夜中のメルヒェン（桜塚明日花）
- アンジュ・ヴィエルジュ 〜ガールズバトル〜（犬吠埼風）

2019年
- MASS FOR THE DEAD（マーレ・ベロ・フィオーレ）
- RELEASE THE SPYCE secret fragrance（犬吠埼風）
- 蒼き鋼のアルペジオ -アルス・ノヴァ- Re:Birth（キリシマ）
- プリンセスコネクト！Re:Dive（パック）
- Fate/Grand Order（シドゥリ）
- ペルソナ5 ザ・ロイヤル（大宅一子）
- WAR OF THE VISIONS ファイナルファンタジー ブレイブエクスヴィアス 幻影戦争（リリシュ）
- SDガンダム GGENERATION CROSSRAYS（フミタン・アドモス、マイキャラクターボイス〈女性09〉）

2020年
- マルコと銀河竜 〜MARCO & GALAXY DRAGON〜（テラ・イセザキ）
- ヴァルキリーアナトミア -ジ・オリジン-（灰銀の偽神、怨讐の偽神）
- スナイパイ71（アミヤ）
- 共闘ことばRPG コトダマン（2020年 - 2024年、パック、マーレ、佐野エマ、幼少期アクア）
- ラングリッサー モバイル（マイヤ）
- 機動戦士ガンダム エクストリームバーサス マキシブースト ON（フミタン・アドモス） - PS4版
- Re:ゼロから始める異世界生活 Lost in Memories（パック）
- この素晴らしい世界に祝福を！ファンタスティックデイズ（パック）

2021年
- Re:ゼロから始める異世界生活 偽りの王選候補（パック）
- 無職転生 〜ゲームになっても本気だす〜（ルーデウス・グレイラット）
- sin 七つの大罪 X-TASY（ミカエル）
- ぷよぷよ!!クエスト（パック）
- グランドサマナーズ（ルーデウス・グレイラット）
- アークナイツ（アカフユ）
- ラグナドール 妖しき皇帝と終焉の夜叉姫（アマビエ）
- 少女廻戦 時空恋姫の万華境界へ（2021年 - 2022年、曹植、王越）

2022年
- アリス・ギア・アイギス（粒咲あんこ）
- 魔法科高校の劣等生 リローデッド・メモリ（千葉エリカ）
- 機動戦士ガンダム 鉄血のオルフェンズG（フミタン・アドモス）
- 東京リベンジャーズ ぱずりべ！全国制覇への道（佐野エマ）

2023年
- 崩壊:スターレイル（ナターシャ）
- BLUE PROTOCOL（プレイヤー）
- 東方幻想エクリプス（星熊勇儀）

2024年
- モンスターストライク（アロー、アクア〈幼少期〉、夜桜七悪）
- 放置少女〜百花繚乱の萌姫たち〜（フレイヤ）
- 東方スペルカーニバル（霧雨魔理沙）
- ライブ・ア・ヒーロー!（オービター）
- 妖怪ウォッチ ぷにぷに（2024年 - 2025年、パック、ルーデウス）

2025年
- 新月同行（蓮心）

### ドラマCD
- 蒼き鋼のアルペジオ -アルス・ノヴァ- スペシャルCDドラマ メンタルモデルも電気羊の夢を見るのではないか?（2014年、キリシマ） - ヤングキングアワーズ 2014年2月号付録
- 蒼き鋼のアルペジオ（2022年、大戦艦キリシマ〈漫画版 / アニメ版〉） - 第24巻ドラマCD付き特装版（2022年）[240]
- 悪役令嬢ですが攻略対象の様子が異常すぎる（フィーナ・ネイン）
- あの娘にキスと白百合を ドラマCD1 スイートハートビート（瀬尾瑞希[241]）
- いおの様ファナティクス（クラウソラス〈クレーエ・パピエスト〉[242]）※新装版コミック第2巻のドラマCD付き特装版
- 犬と小説家と妄想癖（葛木ゆか、ウェイトレス）
- 妹といっしょに眠れるCD（さいか[243]）
- オーバーロード3  鮮血の戦乙女【単行本第3巻対象書店購入特典 オーディオドラマ】（マーレ・ベロ・フィオーレ）
- オーバーロード4 蜥蜴人の勇者たち【ドラマCD付特装版『封印の魔樹』】（マーレ・ベロ・フィオーレ）
- オーバーロード6（漫画版）【ドラマCD付特装版『ショー・マスト・ゴー・オン』】（マーレ・ベロ・フィオーレ）
- おきざりの天使（岡田有子、生徒C、生徒E）
- 俺の妹が××すぎて眠れないCD（今日子[244]）
- ケダモノは甘く招く（給仕、留守電の声）
- 剣士を目指して入学したのに魔法適性9999なんですけど!?（エミリア[245]）※第4巻ドラマCD付き限定特装版
- 恋するバンビーノ（結城真由、客）
- スクールガールストライカーズ 〜トゥインクルメロディーズ〜 Melody Collection ボイスドラマ（棗いつみ）
- 三千世界の鴉を殺し 5＜後篇＞（女性兵士D）
- 断裁分離のクライムエッジ（病院坂法子）※コミックス第7巻ドラマCD付き限定版
- 断裁分離のクライムエッジ ドラマCDアルバム「二人のその前」（病院坂法子）
- 中古でも恋がしたい! 〜ぜってーお前の理想になってやる!〜（綾女古都子[246]）
- 中古でも恋がしたい!2 〜せーいちはウチに惚れてるもんね?〜（綾女古都子[247]）
- 中古でも恋がしたい!3 〜お前とふたりで、出掛けられたらなって……〜（綾女古都子）
- 中古でも恋がしたい!（綾女古都子）※第9巻ドラマCD付き限定特装版
- 虹色デイズ（筒井まり[248]）※コミックス第7巻ドラマCD付き限定版
- ニセコイ（宮本るり）※コミックス第9巻ドラマCD付同梱版[249]
- フラワー・オブ・ライフ（伊勢谷）
- 魔法科高校の劣等生（黒羽文弥）※オーディオDVD
- 魔法少女リリカルなのは Reflection（ハリー・トライベッカ）※ドラマCD付き特別鑑賞券 - 2種
- みちづれポリシー（学生）
- レオパード白書（麗子）
- 六蓮国物語（豊結蓮[250]）

### オーディオドラマ
- ラブボイスフェア あかいいと（2012年、千紘[251]）※「Cheese!」2013年2月号と「あかいいと」単行本第1巻の特典
- 英雄教室（2016年、イェシカ[252]）※第7巻限定版特典
- グランブルーファンタジー OTOCA「舞い歌う五花」（2017年、カンナ）

### 吹き替え

#### 映画
- クライモリ デッド・パーティ
- ザ・ウォード/監禁病棟（ゾーイ）
- ザ・ターゲット/陰謀のスプレマシー（エイミー・ローガン〈リアナ・リベラト〉）
- サプライズ
- 幸せがおカネで買えるワケ
- バッド・アス（リンジー）
- プリンセス・ダイアナ〜最後の1年〜（ヘンリー王子）

#### ドラマ
- iCarly
- カリフォルニケーション シーズン3（チェルシー）
- キャッスル 〜ミステリー作家は事件がお好き シーズン3
- ザ・パシフィック
- SUITS/スーツ シーズン2 #1（マイラ・ハリソン〈ジョアンナ・ダグラス〉）
- 根の深い木 〜世宗大王の誓い〜
- バンパイアに恋して（英語版）（アビー）
- MAD MEN シーズン4（ベサニー〈アンナ・キャンプ〉）

#### アニメ
- マイリトルポニー〜トモダチは魔法〜（プリンセスルナ〈初代〉、デイジー、ボンボン、ダイアモンドティアラ、スピットファイア、デイジージョー 他）
- ムークのせかいりょこう（ムーク）

### デジタルコミック
- VOMIC SOUL CATCHER(S)（滝沢桃子[253]）
- VOMIC 虹色デイズ（筒井まり）
- コミステ！by コミックシーモア 家政夫のナギサさん（2022年、相原メイ）
- ジャンプチャンネル キルアオハル（2022年、鰐淵一郎〈中学生〉）
- ジャンプチャンネル キルアオ（2023年、大狼十三〈中学生〉）

### ラジオ
※はインターネット配信。
- 咲らじ-阿知賀女子学院麻雀部-（2012年、ニコニコ生放送※、隔回レギュラー）
- 恋愛トークバラエティ「好きなよ。部」（2012年 - 2013年、超!A&G+※）
- 週刊アニたまがじん（2012年、ラジオ関西）[254][255]
- 咲らじ-SP-（2013年、音泉※）[256][257]
- まよなかデリバリー（2013年 - 2015年、ラジオ関西）[258]
- ラジオ「結城友奈は勇者である」勇者部活動報告（2014年 - 2015年、音泉※）[259]
- Rhodanthe*のおしゃべりモザイク（2015年 - 2022年、FlyingDog※[260]）
- オーバーロード〜至高のラジオに忠誠の儀を〜（2015年、音泉※）[261]
- 夕実&梨沙の東京ラフストーリー（2015年 - 2016年、超!A&G+※）
- ラジオ「結城友奈は勇者である」勇者部活動報告 春夏秋冬（2015年 - 2017年、音泉※）[262]
- RADIOアニメロミックス 内山夕実と吉田有里のゆゆらじ（2015年 - 2019年、ニコニコ動画※）[263]
- グラニpresents 花澤香菜・内山夕実のクロ香菜さんとシロ夕実さん（2016年 - 2018年、超!A&G+※）[264]
- 結城友奈は勇者である 勇者部活動報告〜ラジオの章〜（2017年 - 2018年、音泉※）[265]
- ドラガリアロスト ラジオキャッスル（2018年 - 、文化放送・YouTube※）[266]
- 夕実&梨沙のラフストーリーは突然に（2020年 - 、超!A&G+※ → QloveR※）[267]

### ラジオCD
- DJCD まよなかデリバリー CD第1便 - 第3便
- 洲崎西DJCD vol.2 〜QRでゆみりんとうっふっふ♥〜
- もじゃ先輩とさくら君 ラジオCD vol.6 アニたま高校卒業旅行 〜さくら君、旅がしたい編〜
- ラジオ「結城友奈は勇者である」勇者部活動報告
  - 〈音泉〉スペシャルCD2014冬（2014年）[268]
  - ラジオCD Vol.1 - 3（2015年）[269][270][271]
  - 〈音泉〉サプリCD2015春（2015年）[272]
  - 〈音泉〉スペシャルCD2015夏（2015年）[273]
- ラジオ「結城友奈は勇者である」勇者部活動報告 春夏秋冬（2015年）
  - 〈音泉〉スペシャルCD2015冬[274]
  - DJCD ラジオ「結城友奈は勇者である」勇者部活動報告 春夏秋冬 出張版 After Days[275]

### テレビ番組
- AチャンネルTV（2011年3月 - 7月8日）
- きゅんいろモザイク（YouTube内「FlyngDog Channel[276]」）（2013年6月25日 - 10月1日）毎週火・金曜日配信、全29回[277]
- 「げんしけん二代目」サークル室雑談会（ニコニコ生放送、バンダイチャンネル：2013年7月6日 - 9月28日）
- アニメマシテ（2014年6月30日・7月7日、テレビ東京）MC
- 一夜づけ（2016年4月4日・5日、テレビ東京）
- アニメマシテ（2016年4月4日、テレビ東京）
- アニメマシテ（2016年10月10日、テレビ東京）
- 特捜警察ジャンポリス（2017年5月13日、テレビ東京）

## ディスコグラフィ

### キャラクターソング
| 発売日   | 商品名                                                                                      | 歌 | 楽曲 | 備考                                                                                 |
| 2011年   | 2011年                                                                                      | 2011年 | 2011年 | 2011年                                                                               |
| -------- | ------------------------------------------------------------------------------------------- | --- | --- | ------------------------------------------------------------------------------------ |
| 5月25日  | Aチャンネル 1 BD&DVD限定版付属CD                                                            | るん（福原香織）、トオル（悠木碧）、ナギ（内山夕実）、ユー子（寿美菜子） | 「ハミングガール」 | テレビアニメ『Aチャンネル』エンディングテーマ                                        |
| 5月25日  | Aチャンネル 1 BD&DVD限定版付属CD                                                            | るん（福原香織）、トオル（悠木碧）、ナギ（内山夕実）、ユー子（寿美菜子） | 「はるかぜの化学」 「Start」 | テレビアニメ『Aチャンネル』挿入歌                                                    |
| 7月27日  | Aチャンネル 3 BD&DVD限定版付属CD                                                            | ナギ（内山夕実） | 「探検のススメ」 | テレビアニメ『Aチャンネル』挿入歌                                                    |
| 8月24日  | Aチャンネル 4 BD&DVD限定版付属CD                                                            | ナギ（内山夕実） | 「恋一夜夢一夜」 | テレビアニメ『Aチャンネル』挿入歌                                                    |
| 9月21日  | Aチャンネル 5 BD&DVD限定版付属CD                                                            | るん（福原香織）、トオル（悠木碧）、ナギ（内山夕実）、ユー子（寿美菜子） | 「オカシナ時間」 「Happy Snow」 | テレビアニメ『Aチャンネル』挿入歌                                                    |
| 10月26日 | Aチャンネル 6 BD&DVD限定版付属CD                                                            | ナギ（内山夕実）、ユー子（寿美菜子） | 「未確認飛行ガール」 | テレビアニメ『Aチャンネル』挿入歌                                                    |
| 2012年   |                                                                                             | | |                                                                                      |
| 3月14日  | 侵略!?イカ娘 ドラマCD3じゃなイカ？                                                          | 侵略部 | 「恋の侵略マッピング」 | テレビアニメ『侵略!?イカ娘』関連曲                                                   |
| 3月21日  | Aチャンネル+smile BD&DVD限定版付属CD                                                        | るん（福原香織）、トオル（悠木碧）、ナギ（内山夕実）、ユー子（寿美菜子） | 「HAPPY NEW DAYS」 | OVA『Aチャンネル+smile』挿入歌                                                       |
| 3月21日  | Aチャンネル+smile BD&DVD限定版付属CD                                                        | るん（福原香織）、トオル（悠木碧）、ナギ（内山夕実）、ユー子（寿美菜子） | 「スマイル方程式」 | OVA『Aチャンネル+smile』エンディングテーマ                                           |
| 4月25日  | SquarePanicSerenade/Futuristic Player                                                       | 高鴨穏乃（悠木碧）、新子憧（東山奈央）、松実玄（花澤香菜）、松実宥（MAKO）、鷺森灼（内山夕実） | 「SquarePanicSerenade」 | テレビアニメ『咲-Saki- 阿知賀編 episode of side-A』エンディングテーマ                |
| 6月20日  | 咲-Saki- 阿知賀編 episode of side-A BD 第1巻限定版特典CD                                    | 高鴨穏乃（悠木碧）、新子憧（東山奈央）、松実玄（花澤香菜）、松実宥（MAKO）、鷺森灼（内山夕実） | 「四角い宇宙で待ってるよ（阿知賀女子すぺしゃるver.）」 「熱烈歓迎わんだーらんど（阿知賀女子すぺしゃるver.）」 | テレビアニメ『咲-Saki- 阿知賀編 episode of side-A』関連曲                            |
| 7月4日   | 咲-Saki- 阿知賀編 episode of side-A キャラクターソング Vol.5 Next Legend                    | 鷺森灼（内山夕実） | 「Next Legend」 「まじかる☆まーじゃん☆わーるど」 | テレビアニメ『咲-Saki- 阿知賀編 episode of side-A』関連曲                            |
| 9月27日  | 貧乏神が！ 紅葉 キャラクターソング「もみじのうた 〜哀讃讃〜」                               | 紅葉（内山夕実） | 「もみじのうた 〜哀讃讃〜」 「ウラハラサカサ 悪態MIX」 | テレビアニメ『貧乏神が！』関連曲                                                     |
| 2013年   |                                                                                             | | |                                                                                      |
| 3月27日  | 咲-Saki-阿知賀編 episode of side-A キャラソンベストアルバム THE 夢のヒットスクエア 阿知賀編 | 高鴨穏乃（悠木碧）、新子憧（東山奈央）、松実玄（花澤香菜）、松実宥（MAKO）、鷺森灼（内山夕実） | 「四角い宇宙で待ってるよ（阿知賀女子りぷろだくとver.）」 「熱烈歓迎わんだーらんど（阿知賀女子りぷろだくとver.）」 | テレビアニメ『咲-Saki- 阿知賀編 episode of side-A』関連曲                            |
| 3月27日  | 咲-Saki-阿知賀編 episode of side-A キャラソンベストアルバム THE 夢のヒットスクエア 阿知賀編 | 鷺森灼（内山夕実） | 「Next Legend」 | テレビアニメ『咲-Saki- 阿知賀編 episode of side-A』関連曲                            |
| 5月10日  | ツキウタ。5月 結城若葉「LOVE FRUIT」                                                        | 結城若葉（内山夕実） | 「LOVE FRUIT」 「こいのぼり」 | キャラクターCD『ツキウタ。』関連曲                                                   |
| 7月24日  | Jumping!!/Your Voice                                                                        | Rhodanthe* | 「Jumping!!」 | テレビアニメ『きんいろモザイク』オープニングテーマ                                   |
| 7月24日  | Jumping!!/Your Voice                                                                        | Rhodanthe* | 「Your Voice」 | テレビアニメ『きんいろモザイク』エンディングテーマ                                   |
| 8月7日   | アオくユレている                                                                            | 荻上千佳（山本希望）、吉武莉華（上坂すみれ）、矢島美怜（内山夕実）、波戸賢二郎（加隈亜衣） | 「アオくユレている」 「ハレルヤ ハレルヒ」 | テレビアニメ『げんしけん 二代目』エンディングテーマ                                  |
| 8月21日  | きんいろモザイク サウンドブック はじめまして よろしくね。                                   | Rhodanthe* | 「さつきいろハルジオン」 | テレビアニメ『きんいろモザイク』関連曲                                               |
| 10月9日  | きんいろモザイク サウンドブック いつまでも一緒だよ。                                        | Rhodanthe* | 「さくらいろチェリッシュ」 | テレビアニメ『きんいろモザイク』関連曲                                               |
| 10月9日  | きんいろモザイク サウンドブック いつまでも一緒だよ。                                        | 猪熊陽子（内山夕実）、九条カレン（東山奈央） | 「あきいろスターマイン」 | テレビアニメ『きんいろモザイク』関連曲                                               |
| 10月9日  | きんいろモザイク サウンドブック いつまでも一緒だよ。                                        | 小路綾（種田梨沙）、猪熊陽子（内山夕実） | 「なぎさいろハイビスカス」 | テレビアニメ『きんいろモザイク』関連曲                                               |
| 11月6日  | げんしけん二代目 MEBAETAME Music Collection vol.2                                           | 吉武莉華（上坂すみれ）、矢島美怜（内山夕実） | 「ヨロイノハート」 | テレビアニメ『げんしけん二代目』関連曲                                               |
| 11月6日  | げんしけん二代目 MEBAETAME Music Collection vol.2                                           | 矢島美怜（内山夕実） | 「アオくユレている」 | テレビアニメ『げんしけん二代目』関連曲                                               |
| 12月25日 | きんいろモザイク BD・DVD第4巻特典CD                                                         | 猪熊陽子（内山夕実） | 「あじさいいろブルースカイ」 | テレビアニメ『きんいろモザイク』関連曲                                               |
| 2014年   |                                                                                             | | |                                                                                      |
| 2月26日  | きんいろモザイク BD・DVD第6巻特典CD                                                         | 大宮忍（西明日香）、アリス・カータレット（田中真奈美）、小路綾（種田梨沙）、猪熊陽子（内山夕実）、九条カレン（東山奈央） | 「ぎんいろスノウドロップ」 | テレビアニメ『きんいろモザイク』関連曲                                               |
| 6月6日   | 蒼き鋼のアルペジオ -アルス・ノヴァ- BD・DVD第6巻特典CD                                      | キリシマ（内山夕実）、刑部蒔絵（原紗友里） | 「メンタル」 | テレビアニメ『蒼き鋼のアルペジオ -アルス・ノヴァ-』関連曲                            |
| 6月25日  | ニセコイ BD・DVD第4巻特典CD                                                                 | 宮本るり（内山夕実） | 「オーダー×オーダー」 | テレビアニメ『ニセコイ』エンディングテーマ                                           |
| 7月30日  | ストライク・ザ・ブラッド BD・DVD第7巻特典CD                                                 | 仙都木優麻（内山夕実） | 「LE CIEL BLEU」 | テレビアニメ『ストライク・ザ・ブラッド』関連曲                                       |
| 8月20日  | ぴてぃぱてぃサバイバード                                                                    | ゲスかわ☆ガールズ | 「ぴてぃぱてぃサバイバード」 「全女子力でExtarminating!!」 | テレビアニメ『さばげぶっ！』エンディングテーマ                                       |
| 8月27日  | 魔法科高校の劣等生 入学編2 BD・DVD特典CD                                                    | 千葉エリカ（内山夕実） | 「Make It Happen!!」 | テレビアニメ『魔法科高校の劣等生』関連曲                                             |
| 10月1日  | さばげぶっ！ キャラクターソング2 鳳美煌                                                     | 鳳美煌（内山夕実） | 「銃で美しく撃つ〜サバイバルのばら〜」 | テレビアニメ『さばげぶっ！』関連曲                                                   |
| 10月1日  | さばげぶっ！ キャラクターソング2 鳳美煌                                                     | 鳳美煌（内山夕実）、経堂麻耶（Lynn） | 「Fashionable Passion」 | テレビアニメ『さばげぶっ！』関連曲                                                   |
| 10月22日 | さばげぶっ！ キャラクターソング5 豪徳寺かよ                                                 | 豪徳寺かよ（東山奈央）、鳳美煌（内山夕実）、春日野うらら（大久保瑠美） | 「銃・ゲーム・モワ・ノン・プリュ」 | テレビアニメ『さばげぶっ！』関連曲                                                   |
| 11月5日  | ホシトハナ                                                                                  | 讃州中学勇者部 | 「ホシトハナ」 | テレビアニメ『結城友奈は勇者である』オープニングテーマ                               |
| 11月19日 | Aurora Days                                                                                 | 讃州中学勇者部 | 「Aurora Days」 | テレビアニメ『結城友奈は勇者である』エンディングテーマ                               |
| 11月19日 | Aurora Days                                                                                 | 犬吠埼風（内山夕実） | 「soda pops」 | テレビアニメ『結城友奈は勇者である』挿入歌                                           |
| 2015年   |                                                                                             | | |                                                                                      |
| 1月21日  | 結城友奈は勇者である BD・DVD第2巻特典CD                                                     | 犬吠埼風（内山夕実） | 「ホシトハナ」 「AuroraDays」 | テレビアニメ『結城友奈は勇者である』関連曲                                           |
| 2月4日   | ハロー!!きんいろモザイク キャラクターCD Music Palette 2 綾*陽子                             | 猪熊陽子（内山夕実） | 「みらいいろダンデライオン」 | テレビアニメ『ハロー!!きんいろモザイク』関連曲                                       |
| 4月29日  | 夢色パレード/My Best Friends                                                                | Rhodanthe* | 「夢色パレード」 | テレビアニメ『ハロー!!きんいろモザイク』オープニングテーマ                           |
| 4月29日  | 夢色パレード/My Best Friends                                                                | Rhodanthe* | 「My Best Friends」 | テレビアニメ『ハロー!!きんいろモザイク』エンディングテーマ                           |
| 6月17日  | ハロー!!きんいろモザイク サウンドブック また、会えたね。                                    | Rhodanthe* | 「きらめきいろサマーレインボー」 | テレビアニメ『ハロー!!きんいろモザイク』オープニングテーマ                           |
| 9月2日   | FIRST*MODE                                                                                  | Rhodanthe* | 「シロツメクサの約束」 「ほしいろサザンクロス」 「にじいろアンダンテ」 | テレビアニメ『ハロー!!きんいろモザイク』関連曲                                       |
| 9月2日   | FIRST*MODE                                                                                  | 内山夕実 from Rhodanthe* | 「全開マジカルパワー」 | テレビアニメ『ハロー!!きんいろモザイク』関連曲                                       |
| 9月16日  | 蒼き鋼のアルペジオ -アルス・ノヴァ- Blue Field キャラクターSongs Vol.2                      | ハルナ（山村響）×キリシマ（内山夕実）×刑部蒔絵（原紗友里） | 「トモダチ」 | アニメ『蒼き鋼のアルペジオ -アルス・ノヴァ-』関連曲                                  |
| 9月25日  | ハロー!!きんいろモザイク BD・DVD第4巻特典CD                                                 | 猪熊陽子（内山夕実） | 「みなつきいろジギタリス」 | テレビアニメ『ハロー!!きんいろモザイク』関連曲                                       |
| 10月28日 | ニセコイ: BD・DVD第5巻特典CD                                                                | 宮本るり（内山夕実） | 「通り雨drop」 | テレビアニメ『ニセコイ:』エンディングテーマ                                          |
| 11月25日 | ハロー!!きんいろモザイク BD・DVD第6巻特典CD                                                 | 大宮忍（西明日香）、アリス・カータレット（田中真奈美）、小路綾（種田梨沙）、猪熊陽子（内山夕実）、九条カレン（東山奈央） | 「せいしゅんいろミモザ」 | テレビアニメ『ハロー!!きんいろモザイク』関連曲                                       |
| 2016年   |                                                                                             | | |                                                                                      |
| 2月24日  | TVアニメ「GATE(ゲート) 自衛隊 彼の地にて、斯く戦えり」キャラクターソング・アルバム vol.2    | ピニャ（戸松遥）、ハミルトン（葉山いくみ）、ボーゼス（内山夕実）、パナシュ（澁谷梓希） | 「誓いの薔薇」 | テレビアニメ『GATE 自衛隊 彼の地にて、斯く戦えり』関連曲                             |
| 3月2日   | 結城友奈は勇者である character songs 勇気のバトン                                           | 犬吠埼風（内山夕実） | 「ありったけlove for you」 | テレビアニメ『結城友奈は勇者である』関連曲                                           |
| 3月2日   | 結城友奈は勇者である character songs 勇気のバトン                                           | 讃州中学勇者部 | 「勇気のバトン」 | テレビアニメ『結城友奈は勇者である』関連曲                                           |
| 4月27日  | STAR☆T                                                                                      | Chuuuuu♡Lip | 「わたしたちのスタートライン！」 | ゲーム『バトルガール ハイスクール』関連曲                                            |
| 5月11日  | ぶぉん！ぶぉん！らいど・おん！                                                              | 佐倉羽音（上田麗奈）、鈴乃木凜（東山奈央）、天野恩紗（内山夕実）、三ノ輪聖（山口立花子） | 「ぶぉん！ぶぉん！らいど・おん！」 | テレビアニメ『ばくおん!!』エンディングテーマ                                         |
| 5月11日  | ぶぉん！ぶぉん！らいど・おん！                                                              | 佐倉羽音（上田麗奈）、鈴乃木凜（東山奈央）、天野恩紗（内山夕実）、三ノ輪聖（山口立花子） | 「夕焼けロードウエイ」 | テレビアニメ『ばくおん!!』関連曲                                                     |
| 6月22日  | ハレルヤ！Shinin'Days                                                                       | 小早川杏奈（津田美波）、筒井まり（内山夕実） | 「with you」 | テレビアニメ『虹色デイズ』関連曲                                                     |
| 7月13日  | TVアニメ『ばくおん!!』キャラソンミニアルバム キャラクターソングミニアルバム                 | 天野恩紗(内山夕実) | 「WHEEL OF WIND」 | テレビアニメ『ばくおん!!』関連曲                                                     |
| 7月13日  | TVアニメ『ばくおん!!』キャラソンミニアルバム キャラクターソングミニアルバム                 | 佐倉羽音（上田麗奈）、鈴乃木凜（東山奈央）、天野恩紗（内山夕実）、三ノ輪聖（山口立花子）、中野千雨（木戸衣吹） | 「ぶぉん！ぶぉん！らいど・おん！(Five Cylinder ver.)」 | テレビアニメ『ばくおん!!』関連曲                                                     |
| 7月27日  | Never Ending Fantasy 〜GRANBLUE FANTASY〜                                                   | ディアンサ（水瀬いのり）、リナリア（田中美海）、ハリエ（小倉唯）、ジオラ（高橋未奈美）、カンナ（内山夕実） | 「Never Ending Fantasy」 | ゲーム『グランブルーファンタジー』関連曲                                             |
| 7月27日  | Never Ending Fantasy 〜GRANBLUE FANTASY〜                                                   | カンナ（内山夕実） | 「Never Ending Fantasy」 | ゲーム『グランブルーファンタジー』関連曲                                             |
| 8月12日  | ツキウタ。シリーズ 結城若葉「wonderful world〜5月病をぶっ飛ばせ！〜」                       | 結城若葉（内山夕実） | 「wonderful world〜5月病をぶっ飛ばせ！〜」 「ブラックコーヒーの夜」 | キャラクターCD『ツキウタ。』関連曲                                                   |
| 11月9日  | Happy⋆Pretty⋆Clover                                                                         | Rhodanthe* | 「Happy⋆Pretty⋆Clover」 | OVA『きんいろモザイク Pretty Days』主題歌                                            |
| 11月9日  | Happy⋆Pretty⋆Clover                                                                         | Rhodanthe* | 「Shining Star」 「Starring!!」 | OVA『きんいろモザイク Pretty Days』関連曲                                            |
| 11月23日 | Musica Magica                                                                               | リップル（沼倉愛美）、トップスピード（内山夕実） | 「DESTRUCTION」 | テレビアニメ『魔法少女育成計画』関連曲                                               |
| 12月21日 | キミはワタシの・・・♡/Growing×Heart                                                         | /MUTE | 「Growing×Heart」 | ゲーム『バトルガール ハイスクール』関連曲                                            |
| 2017年   |                                                                                             | | |                                                                                      |
| 6月7日   | 魔法科高校の劣等生 ソングブック                                                             | 千葉エリカ（内山夕実） | 「Make It Happen!!」 | テレビアニメ『魔法科高校の劣等生』関連曲                                             |
| 7月19日  | ガールフレンド（仮） キャラクターソングシリーズ Vol.07                                      | 柏嶋乙女（内山夕実） | 「箱庭ラビリンス」 | ゲーム『ガールフレンド（仮）』関連曲                                                 |
| 7月26日  | ホシノキズナ                                                                                | 神樹ヶ峰女学園星守クラス | 「ホシノキズナ」 | テレビアニメ『バトルガール ハイスクール』オープニングテーマ                          |
| 7月26日  | デジモンユニバース アプリモンスターズ キャラクターソング&オリジナル・サウンドトラック       | 新海ハル（内山夕実）、ガッチモン（菊池こころ） | 「ハレルヤ」 | テレビアニメ『デジモンユニバース アプリモンスターズ』関連曲                          |
| 12月6日  | ハナコトバ/勇者たちのララバイ                                                               | 讃州中学勇者部 | 「ハナコトバ」 | テレビアニメ『結城友奈は勇者である -勇者の章-』オープニングテーマ                    |
| 12月6日  | ハナコトバ/勇者たちのララバイ                                                               | 讃州中学勇者部 | 「勇者たちのララバイ」 | テレビアニメ『結城友奈は勇者である -勇者の章-』エンディングテーマ                    |
| 12月20日 | バトルガール ハイスクール BD・DVD第2巻特典CD                                                | 粒咲あんこ（内山夕実） | 「ホシノキズナ」 「わたしたちのスタートライン！」 「Growing×Heart」 「Dear Dreamer」 | テレビアニメ『バトルガール ハイスクール』関連曲                                      |
| 2018年   |                                                                                             | | |                                                                                      |
| 1月24日  | スクールガールストライカーズ 〜トゥインクルメロディーズ〜 Melody Collection                 | プロキオン・プディング | 「Southern Cross」 | ゲーム『スクールガールストライカーズ 〜トゥインクルメロディーズ〜』関連曲            |
| 6月27日  | 俺ジナルソングス                                                                            | PRISMA | 「愛・衝撃！」 | テレビアニメ『魔法少女 俺』挿入歌                                                    |
| 8月17日  | スクールガールストライカーズ 〜トゥインクルメロディーズ〜 Melody Collection Vol.2           | プロキオン・プディング | 「Believe In Yourself」 | ゲーム『スクールガールストライカーズ 〜トゥインクルメロディーズ〜』関連曲            |
| 8月17日  | スクールガールストライカーズ 〜トゥインクルメロディーズ〜 Melody Collection Vol.2           | 水沢薫（馬場なつみ）、棗いつみ（内山夕実） | 「晴空キラリ」 | ゲーム『スクールガールストライカーズ 〜トゥインクルメロディーズ〜』関連曲            |
| 8月29日  | ソードアート・オンライン オルタナティブ ガンゲイル・オンライン BD・DVD第3巻特典CD           | SHINC | 「FIGHT」 | テレビアニメ『ソードアート・オンライン オルタナティブ ガンゲイル・オンライン』関連曲 |
| 12月28日 | Fluna!                                                                                      | Fluna | 「Fluna!」 「不思議に感じても季節は」 | キャラクターCD『ツキウタ。』関連曲                                                   |
| 2019年   |                                                                                             | | |                                                                                      |
| 2月6日   | Harmony                                                                                     | Rhodanthe* | 「Harmony」 | 『きんいろモザイク』関連曲                                                           |
| 4月3日   | 劇場オリジナルアニメ『LAIDBACKERS-レイドバッカーズ-』キャラクターソングアルバム             | アーネリア（内山夕実） | 「Chivalrous Spirit」 | 劇場アニメ『LAIDBACKERS-レイドバッカーズ-』関連曲                                    |
| 6月28日  | 青いトロイメライ                                                                            | 結城若葉（内山夕実） | 「青いトロイメライ」 | キャラクターCD『ツキウタ。』関連曲                                                   |
| 8月28日  | Happy New Genesis 〜GRANBLUE FANTASY〜                                                      | ディアンサ（水瀬いのり）、リナリア（田中美海）、ハリエ（小倉唯）、ジオラ（高橋未奈美）、カンナ（内山夕実） | 「Happy New Genesis」 | ゲーム『グランブルーファンタジー』関連曲                                             |
| 8月28日  | Happy New Genesis 〜GRANBLUE FANTASY〜                                                      | ハリエ（小倉唯）、カンナ（内山夕実） | 「Happy New Genesis」 | ゲーム『グランブルーファンタジー』関連曲                                             |
| 11月6日  | 勇気の歌                                                                                    | 犬吠埼風（内山夕実） | 「Yellow Ocean」 | パチスロ『結城友奈は勇者である』関連曲                                               |
| 11月20日 | UP-DATE × PLEASE!!! ver 1.7.8                                                               | 早乙女一千花（内山夕実）、早乙女七樹（本渡楓）、早乙女八雲（河瀬茉希） | 「UP-DATE × PLEASE!!! ver 1.7.8」 | テレビアニメ『戦×恋』エンディングテーマ                                              |
| 11月20日 | UP-DATE × PLEASE!!! ver 1.7.8                                                               | 早乙女一千花（内山夕実）、早乙女二葉（原由実）、早乙女三沙（清水彩香）、早乙女四乃（逢田梨香子）、早乙女五夜（加隈亜衣）、早乙女六海（日高里菜）、早乙女七樹（本渡楓）、早乙女八雲（河瀬茉希）、早乙女九瑠璃（小岩井ことり）                         | 「UP-DATE × PLEASE!!!!!!!!!」 | テレビアニメ『戦×恋』関連曲                                                          |
| 11月20日 | UP-DATE × PLEASE!!! 全巻購入特典CD                                                          | 早乙女一千花（内山夕実）、早乙女二葉（原由実）、早乙女三沙（清水彩香）、早乙女四乃（逢田梨香子）、早乙女五夜（加隈亜衣）、早乙女六海（日高里菜）、早乙女七樹（本渡楓）、早乙女八雲（河瀬茉希）、早乙女九瑠璃（小岩井ことり）、亜久津拓真（広瀬裕也） | 「UP-DATE × PLEASE!!!!!!!!! Ver. X」 | テレビアニメ『戦×恋』関連曲                                                          |
| 2021年   |                                                                                             | | |                                                                                      |
| 1月13日  | 魔法科高校の劣等生 来訪者編 BD・DVD第2巻特典CD                                              | 千葉エリカ（内山夕実）、西城レオンハルト（寺島拓篤） | 「絆COMRADE」 | テレビアニメ『魔法科高校の劣等生 来訪者編』関連曲                                    |
| 8月18日  | きんいろローダンセ                                                                          | Rhodanthe* | 「きんいろローダンセ」 | 劇場アニメ『劇場版 きんいろモザイク Thank You!!』主題歌                              |
| 8月18日  | きんいろローダンセ                                                                          | Rhodanthe* | 「Cheers」 「Thank You for Your Smile」 | 『きんいろモザイク』関連曲                                                           |
| 8月18日  | 大感謝                                                                                      | Rhodanthe* | 「シロツメクサの約束 -Garland Ver.-」 「Happy★Pretty★Clover -Garland Ver.-」 「さつきいろハルジオン -Garland Ver.-」 「Jumping!! -Garland Ver.-」 「Starring -Garland Ver.-」 「にじいろアンダンテ -Garland Ver.-」 「Shining Star -Garland Ver.-」 「さくらいろチェリッシュ -Garland Ver.-」 「Your Voice -Garland Ver.-」 「夢色パレード -Garland Ver.-」 「ほしいろサザンクロス -Garland Ver.-」 「きらめきいろサマーレインボー -Garland Ver.-」 「せいしゅんいろミモザ -Garland Ver.-」 「My Best Friends -Garland Ver.-」 「ぎんいろスノウドロップ -Garland Ver.-」 | 『きんいろモザイク』関連曲                                                           |
| 10月27日 | アシタノハナタチ                                                                            | 讃州中学勇者部 | 「アシタノハナタチ」 | テレビアニメ『結城友奈は勇者である -大満開の章-』オープニングテーマ                  |
| 10月27日 | 地平線の向こうへ                                                                            | 讃州中学勇者部 | 「地平線の向こうへ」 | テレビアニメ『結城友奈は勇者である -大満開の章-』エンディングテーマ                  |
| 2022年   |                                                                                             | | |                                                                                      |
| 7月6日   | くノ一ツバキの胸の内 あかね組音楽集                                                         | ハナ（内山夕実）、コノハ（M・A・O） | 「あかね組活動日誌 ～先生～」 | テレビアニメ『くノ一ツバキの胸の内』関連曲                                           |

### その他参加作品
| 発売日         | 商品名               | 歌       | 楽曲                                                                 | 備考                                                |
| -------------- | -------------------- | -------- | -------------------------------------------------------------------- | --------------------------------------------------- |
| 2015年11月26日 | ハローラフストーリー | Garbelia | 「ハローラフストーリー」 「サンキューグッナイ」 「ピースオブライフ」 | ラジオ『夕実&梨沙の東京ラフストーリー』テーマソング |

## ライブ・イベント
- 咲-Saki-フェス 四角い宇宙でSquarePanic!（2012年10月28日、中野サンプラザ）

### シリーズ一覧
1. ↑  第1期（2011年）、第2期『2』（2012年）
2. ↑  第1期（2011年）、第2期『SS』（2013年）
3. ↑  第2作『阿知賀編 episode of side-A』（2012年）、第3作『全国編』（2014年）
4. ↑  第1期（2013年）、第2期『ハロー!!きんいろモザイク』（2015年）
5. ↑  第1期（2013年 - 2015年）、第2期『SECOND SEASON』（2015年 - 2016年）、第3期『actII』（2019年 - 2020年）
6. ↑  第1期（2013年）、第2期『はたらく魔王さま!!』1st Season（2022年）、第2期『はたらく魔王さま!!』2nd Season（2023年）
7. ↑  第1期（2014年）、第2期『ニセコイ:』（2015年）
8. ↑  第1期（2014年）、第2期『来訪者編』（2020年）、第3期（2024年）
9. ↑  第1期『-結城友奈の章-』（2014年）、第2期『-勇者の章-』（2017年 - 2018年）、第3期『-大満開の章-』[46]（2021年）
10. ↑  第1期（2015年）、第2期『風塵乱舞』（2016年）
11. ↑  第1期（2015年）、第2期『II』（2018年）、第3期『III』（2018年）、第4期『IV』（2022年）
12. ↑  第1クール（2015年）、第2クール（2016年）
13. ↑  第1期（2016年）、第2期前半クール（2020年）、第2期後半クール（2021年）
14. ↑  第1シリーズ（2016年 - 2017年）、第2シリーズ（2017年）
15. ↑  2期『セカンドシーズン』（2016年）、第4期『TO THE TOP』第1クール（2020年）
16. ↑  第1期（2018年）、第2期『II』（2024年）
17. ↑  テレビシリーズ（2018年）、特番『Stars and Ours』（2019年）
18. ↑  第1シリーズ（2018年 - 2019年）、第2シリーズ（2019年）
19. ↑  第1期（2019年）、第2期『2』（2020年）
20. ↑  第1期（2019年）、第2期『弐ノ章』（2020年）、第3期『参ノ章』第1クール（2025年）
21. ↑  第1期（2021年）、第2期『2nd STAGE』（2024年）
22. ↑  第1期第1クール（2021年）、第1期第2クール（2021年）、第2期『無職転生 II 〜異世界行ったら本気だす〜』第1クール（2023年）、第2期『無職転生 II 〜異世界行ったら本気だす〜』第2クール（2024年）
23. ↑  第1期（2021年）、第2期『聖夜決戦編』（2023年）、第3期『天竺編』（2023年）
24. ↑  ファーストシーズン（2023年）、セカンドシーズン（2023年）
25. ↑  第1期（2023年）、第2期（2024年）
26. ↑  シーズン1（2024年）、シーズン2（2024年）
27. ↑  『エクストリームバーサス2』（2018年）、『クロスブースト』（2021年）、『オーバーブースト』（2023年）、『インフィニットブースト』（2025年）

### 初出話一覧
1. ↑  第3期 第6話初出
2. ↑  第1期 第9話初出
3. 1 2  第1話初出
4. ↑  第25話初出
5. 1 2  第2話初出
6. 1 2 3  第4話初出
7. 1 2 3  第7話初出
8. ↑  第10話初出
9. ↑  第46話初出
10. ↑  第47話初出
11. ↑  第8話初出
12. ↑  第13話初出
13. ↑  第3話初出

### ユニットメンバー
1. ↑  清美（菊池こころ）、綾乃（織部ゆかり）、由佳（杉浦奈保子）、知美（内山夕実）
2. 1 2 3 4  西明日香、田中真奈美、種田梨沙、内山夕実、東山奈央
3. ↑  園川モモカ（大橋彩香）、鳳美煌（内山夕実）、春日野うらら（大久保瑠美）、経堂麻耶（Lynn）、豪徳寺かよ（東山奈央）
4. 1 2  照井春佳、三森すずこ、内山夕実、黒沢ともよ、長妻樹里
5. ↑  綿木ミシェル（加藤英美里）、蓮見うらら（内田真礼）、芹沢蓮華（南條愛乃）、粒咲あんこ（内山夕実）、藤宮桜（久野美咲）
6. ↑  芹沢蓮華（南條愛乃）、楠明日葉（田村睦心）、粒咲あんこ（内山夕実）
7. ↑  星月みき（洲崎綾）、若葉昴（佐倉綾音）、成海遥香（雨宮天）、天野望（東山奈央）、火向井ゆり（上坂すみれ）、常磐くるみ（早見沙織）、煌上花音（本渡楓）、国枝詩穂（下地紫野）、粒咲あんこ（内山夕実）、芹沢蓮華（南條愛乃）、楠明日葉（田村睦心）、藤宮桜（久野美咲）、南ひなた（五十嵐裕美）、サドネ（悠木碧）、千導院楓（木戸衣吹）、綿木ミシェル（加藤英美里）、朝比奈心美（原田ひとみ）、蓮見うらら（内田真礼）、ミサキ（高橋李依）
8. 1 2  照井春佳、三森すずこ、内山夕実、黒沢ともよ、長妻樹里、花澤香菜
9. 1 2  杏橋天音（伊瀬茉莉也）、栗本遥（村川梨衣）、桃川紗々（野中藍）、棗いつみ（内山夕実）、李野田真乃（Lynn）
10. ↑  王川未散（田村ゆかり）、桐生瑠可（内山夕実）
11. ↑  ボス（朝井彩加）、ソフィー（内山夕実）、ローザ（種﨑敦美）、ターニャ（白石晴香）、アンナ（M・A・O）、トーマ（森永千才）
12. ↑  聖クリス（金元寿子）、花園雪（今井麻美）、如月愛（MAKO）、桃崎ひな（大久保瑠美）、兎川千桜（野中藍）、結城若葉（内山夕実）
13. 1 2  西明日香、田中真奈美、種田梨沙、内山夕実、東山奈央、諏訪彩花
14. ↑  内山夕実、種田梨沙